# Церковь Тебю
Церковь Тэбю (швед. Täby kyrka) — средневековая церковь, принадлежащая диоцезу Стокгольма. Каменная церковь была построена во второй половине XIII века. Церковь известна своими хорошо сохранившимися фресками Альбертуса Пиктора.

## История
Церковь была построена во второй половине XIII века. Это одна из первых церковных построек с квадратным храмовым залом. В середине XIV века была добавлена ризница, и около 100 лет спустя был построен входной портал-комната. Во второй половине XV века плоский деревянный потолок был заменён сводчатым. Алтарная картина датируется 1470-ми годами. В крыльцо церкви погружён рунический камень.

## Живопись
Самой известной картиной церкви несомненно является «Смерть, играющая в шахматы». Говорят, что именно эта картина вдохновила режиссёра Ингмара Бергмана на аналогичную сцену в фильме «Седьмая печать». Мотив картины весьма необычен и известен лишь по ещё одному источнику.
Главным вдохновением для картин была Библия бедных, сборник событий из Священной Библии. Церковь, вместе с фресками, была полностью восстановлена в 1994 году.

## Внутреннее убранство
На алтарной картине с 1470-х годов изображена сцена Голгофы; алтарь окружён скульптурой святого Олава. Кафедра относят к 30-м годам семнадцатого века; изначально она была помещена в часовню бывшего замка Стокгольма Тре-Крунур.

## Галерея
- Человек играющий в шахматы со Смертью
- Внутренний вид на алтарь
- Роспись свода
- Часть рунного камня